# جایزه هیئت داوران جشنواره کن
جایزه هیئت داوران (فرانسوی: Prix du Jury‎) که توسط هیئت داوران جشنواره از میان فیلم‌های «بخش رسمی مسابقه» جشنواره کن انتخاب می‌شود. این جایزه از نظر اعتبار بعد از نخل طلا و جایزه بزرگ این جشنواره قرار می‌گیرد.

## برندگان جایزه
فیلم‌های زیر برندهٔ جایزهٔ هیئت داوران کن شده‌اند:
| سال       | فیلم                                                 | کارگردان                                    | ملیت کارگردان *                             | نام جایزه                                   |
| --------- | ---------------------------------------------------- | ------------------------------------------- | ------------------------------------------- | ------------------------------------------- |
| ۱۹۴۶      | La Bataille du rail                                  | رنه کلمان                                   | فرانسه                                      | جایزهٔ هیئت داوران بین‌المللی                 |
| ۱۹۴۷–۴۹   | بدون جایزه                                           | بدون جایزه                                  | بدون جایزه                                  | بدون جایزه                                  |
| ۱۹۵۱      | همه‌چیز درباره ایو                                    | جوزف ال. منکیه‌ویچ                           | ایالات متحدهٔ آمریکا                         | جایزهٔ ویژهٔ هیئت داوران                      |
| ۱۹۵۲      | Nous sommes tous des assassins                       | آندره کایات                                 | فرانسه                                      | جایزهٔ ویژهٔ هیئت داوران                      |
| ۱۹۵۳      | بدون جایزه                                           | بدون جایزه                                  | بدون جایزه                                  | بدون جایزه                                  |
| ۱۹۵۴      | Knave of Hearts                                      | رنه کلمان                                   | فرانسه / بریتانیا                           | جایزهٔ ویژهٔ هیئت داوران                      |
| ۱۹۵۵      | Lost Continent (Continente Perduto)                  | Enrico Gras Giorgio Moser Leonardo Bonzi    | ایتالیا                                     | جایزهٔ ویژهٔ هیئت داوران                      |
| ۱۹۵۶      | معمای پیکاسو (Le mystère Picasso)                    | آنری-ژرژ کلوزو                              | فرانسه                                      | جایزهٔ ویژهٔ هیئت داوران                      |
| ۱۹۵۷      | کانال                                                | آندری وایدا                                 | لهستان                                      | جایزهٔ ویژهٔ هیئت داوران                      |
| ۱۹۵۷      | مهر هفتم (Det sjunde inseglet)                       | اینگمار برگمان                              | سوئد                                        | جایزهٔ ویژهٔ هیئت داوران                      |
| ۱۹۵۸      | دایی من                                              | ژاک تاتی                                    | فرانسه                                      | جایزهٔ ویژهٔ هیئت داوران                      |
| ۱۹۵۹      | ستاره‌ها (Sterne)                                     | کنراد ولف                                   | آلمان شرقی                                  | جایزهٔ ویژهٔ هیئت داوران                      |
| ۱۹۶۰      | ماجرا                                                | میکل‌آنجلو آنتونیونی                         | ایتالیا                                     | جایزهٔ هیئت داوران                           |
| ۱۹۶۰      | کلید(Kagi)                                           | کن ایچیکاوا                                 | ژاپن                                        | جایزهٔ هیئت داوران                           |
| ۱۹۶۱      | مادر یوآنای فرشتگان (Matka Joanna od aniołów)        | یژی کاوالروویچ                              | لهستان                                      | جایزهٔ ویژهٔ هیئت داوران                      |
| ۱۹۶۲      | محاکمه ژاندارک (Procès de Jeanne d'Arc)              | روبر برسون                                  | فرانسه                                      | جایزهٔ ویژهٔ هیئت داوران                      |
| ۱۹۶۲      | کسوف                                                 | میکل‌آنجلو آنتونیونی                         | ایتالیا                                     | جایزهٔ ویژهٔ هیئت داوران                      |
| ۱۹۶۳      | هاراکیری (Seppuku)                                   | ماساکی کوبایاشی                             | ژاپن                                        | جایزهٔ ویژهٔ هیئت داوران                      |
| ۱۹۶۳      | وقتی گربه می‌آید (Az prijde kocour)                   | وویچخ یاسنی                                 | چکسلواکی                                    | جایزهٔ ویژهٔ هیئت داوران                      |
| ۱۹۶۴      | زن در ریگ روان (Suna no onna)                        | تشیگاهارا هیروشی                            | ژاپن                                        | جایزهٔ ویژهٔ هیئت داوران                      |
| ۱۹۶۵      | کوایدان                                              | ماساکی کوبایاشی                             | ژاپن                                        | جایزهٔ ویژهٔ هیئت داوران                      |
| ۱۹۶۶      | الفی                                                 | لوئیس گیلبرت                                | بریتانیا                                    | جایزهٔ ویژهٔ هیئت داوران                      |
| ۱۹۶۷      | بدون جایزه                                           | بدون جایزه                                  | بدون جایزه                                  | بدون جایزه                                  |
| ۱۹۶۹      | زد                                                   | کوستا گاوراس                                | یونان                                       | جایزهٔ هیئت داوران                           |
| ۱۹۷۰      | شاهین‌ها (Magasiskola)                                | István Gaál                                 | مجارستان                                    | جایزهٔ هیئت داوران                           |
| ۱۹۷۰      | The Strawberry Statement                             | Stuart Hagmann                              | ایالات متحدهٔ آمریکا                         | جایزهٔ هیئت داوران                           |
| ۱۹۷۱      | عشق (Szerelem)                                       | کاروی ماک                                   | مجارستان                                    | جایزهٔ هیئت داوران                           |
| ۱۹۷۱      | جو هیل                                               | بو ویدربرگ                                  | سوئد                                        | جایزهٔ هیئت داوران                           |
| ۱۹۷۲      | سلاخ‌خانه شماره پنج                                   | جرج روی هیل                                 | ایالات متحدهٔ آمریکا                         | جایزهٔ هیئت داوران                           |
| ۱۹۷۳      | The Hour-Glass Sanatorium (Sanatorium pod Klepsydrą) | وویچیخ یژی هاس                              | لهستان                                      | جایزهٔ هیئت داوران                           |
| ۱۹۷۳      | The Invitation (L'Invitation)                        | Claude Goretta                              | سوئیس                                       | جایزهٔ هیئت داوران                           |
| ۱۹۷۴–۱۹۷۹ | بدون جایزه                                           | بدون جایزه                                  | بدون جایزه                                  | بدون جایزه                                  |
| ۱۹۸۰      | The Constant Factor (Constans)                       | کشیشتف زانوسی                               | لهستان                                      | جایزهٔ هیئت داوران                           |
| ۱۹۸۱–۱۹۸۲ | بدون جایزه                                           | بدون جایزه                                  | بدون جایزه                                  | بدون جایزه                                  |
| ۱۹۸۳      | خاریج                                                | مرینال سن                                   | هند                                         | جایزهٔ هیئت داوران                           |
| ۱۹۸۴      | بدون جایزه                                           | بدون جایزه                                  | بدون جایزه                                  | بدون جایزه                                  |
| ۱۹۸۵      | سرهنگ ردل (Oberst Redl)                              | ایشتوان سابو                                | مجارستان                                    | جایزهٔ هیئت داوران                           |
| ۱۹۸۶      | Thérèse                                              | آلن کاوالیه                                 | فرانسه                                      | جایزهٔ هیئت داوران                           |
| ۱۹۸۷      | Yeelen                                               | سلیمان سیسه                                 | مالی                                        | جایزهٔ هیئت داوران                           |
| ۱۹۸۷      | Shinran: Path to Purity                              | رنتارو میکونی                               | ژاپن                                        | جایزهٔ هیئت داوران                           |
| ۱۹۸۸      | فیلمی کوتاه درباره کشتن (Krótki film o zabijaniu)    | کریشتوف کیشلوفسکی                           | لهستان                                      | جایزهٔ هیئت داوران                           |
| ۱۹۸۹      | Jesus of Montreal                                    | دنیس آرکند                                  | کانادا                                      | جایزهٔ هیئت داوران                           |
| ۱۹۹۰      | Hidden Agenda                                        | کن لوچ                                      | بریتانیا                                    | جایزهٔ هیئت داوران                           |
| ۱۹۹۱      | اروپا                                                | لارس فون تریه                               | دانمارک                                     | جایزهٔ هیئت داوران                           |
| ۱۹۹۱      | بیرون از زندگی                                       | مارون بغدادی                                | لبنان                                       | جایزهٔ هیئت داوران                           |
| ۱۹۹۲      | رؤیای روشنایی (El Sol del Membrillo)                 | ویکتور اریسه                                | اسپانیا                                     | جایزهٔ هیئت داوران                           |
| ۱۹۹۲      | An Independent Life                                  | Vitali Kanevski                             | روسیه                                       | جایزهٔ هیئت داوران                           |
| ۱۹۹۳      | استاد عروسک‌گردان (Hsimeng Rensheng)                  | هو شیائو-شین                                | تایوان                                      | جایزهٔ هیئت داوران                           |
| ۱۹۹۳      | سنگ‌باران                                             | کن لوچ                                      | بریتانیا                                    | جایزهٔ هیئت داوران                           |
| ۱۹۹۴      | ملکه مارگو                                           | پاتریس شرو                                  | فرانسه                                      | جایزهٔ هیئت داوران                           |
| ۱۹۹۵      | یادت نرود داری می‌میری                                | زاویه بووا                                  | فرانسه                                      | جایزهٔ هیئت داوران                           |
| ۱۹۹۵      | کرینگتون                                             | کریستوفر همپتون                             | بریتانیا                                    | جایزهٔ ویژهٔ هیئت داوران                      |
| ۱۹۹۶      | تصادف                                                | دیوید کراننبرگ                              | کانادا                                      | جایزهٔ ویژهٔ هیئت داوران                      |
| ۱۹۹۷      | وسترن                                                | Manuel Poirier                              | فرانسه                                      | جایزهٔ هیئت داوران                           |
| ۱۹۹۸      | Class Trip (La classe de neige)                      | کلود میلر                                   | فرانسه                                      | جایزهٔ هیئت داوران                           |
| ۱۹۹۸      | جشن (Festen)                                         | توماس وینتربرگ                              | دانمارک                                     | جایزهٔ هیئت داوران                           |
| ۱۹۹۹      | The Letter (A Carta)                                 | مانوئل دی الیویرا                           | پرتغال                                      | جایزهٔ هیئت داوران                           |
| ۲۰۰۰      | تخته‌سیاه (Takhte Siah)                               | سمیرا مخملباف                               | ایران                                       | جایزهٔ هیئت داوران                           |
| ۲۰۰۰      | آوازهایی از طبقه دوم (Sånger Från Andra Våningen)    | روی آندرسون                                 | سوئد                                        | جایزهٔ هیئت داوران                           |
| ۲۰۰۱      | بدون جایزه                                           | بدون جایزه                                  | بدون جایزه                                  | بدون جایزه                                  |
| ۲۰۰۲      | مداخله الهی (Yadon Ilaheyya)                         | ایلیا سلیمان                                | فلسطین                                      | جایزهٔ هیئت داوران                           |
| ۲۰۰۳      | پنج عصر (Panj e asr)                                 | سمیرا مخملباف                               | ایران                                       | جایزهٔ هیئت داوران                           |
| ۲۰۰۴      | بیماری گرمسیری (Sud Pralad)                          | اپیچاتپونگ ویراستاکول                       | تایلند                                      | جایزهٔ هیئت داوران                           |
| ۲۰۰۴      | Actress ایرما پی. هال برای قاتلین پیرزن              | برادران کوئن                                | ایالات متحدهٔ آمریکا                         | جایزهٔ هیئت داوران                           |
| ۲۰۰۵      | Shanghai Dreams (Qing hong)                          | وانگ زیائوشوای                              | چین                                         | جایزهٔ هیئت داوران                           |
| ۲۰۰۶      | رد رود                                               | آندریا آرنولد                               | بریتانیا                                    | جایزهٔ هیئت داوران                           |
| ۲۰۰۷      | پرسپولیس                                             | مرجان ساتراپی ونسان پارونو                  | فرانسه                                      | جایزهٔ هیئت داوران                           |
| ۲۰۰۷      | نور خاموش (Luz Silenciosa)                           | کارلوس ریگاداس                              | مکزیک                                       | جایزهٔ هیئت داوران                           |
| ۲۰۰۸      | ایل دیوو                                             | پائولو سورنتینو                             | ایتالیا                                     | جایزهٔ هیئت داوران                           |
| ۲۰۰۹      | عطش (Bakjwi)                                         | پارک چان-ووک                                | کره جنوبی                                   | جایزهٔ هیئت داوران                           |
| ۲۰۰۹      | تنگ ماهی                                             | آندریا آرنولد                               | بریتانیا                                    | جایزهٔ هیئت داوران                           |
| ۲۰۱۰      | A Screaming Man (Un Homme qui crie)                  | محمد صالح هارون                             | چاد                                         | جایزهٔ هیئت داوران                           |
| ۲۰۱۱      | Polisse                                              | مایوین                                      | فرانسه                                      | جایزهٔ هیئت داوران                           |
| ۲۰۱۲      | سهم فرشتگان                                          | کن لوچ                                      | بریتانیا                                    | جایزهٔ هیئت داوران                           |
| ۲۰۱۳      | پسر کو ندارد نشان از پدر                             | هیروکازو کورئیدا                            | ژاپن                                        | جایزهٔ هیئت داوران                           |
| ۲۰۱۴      | مامان                                                | زاویه دولان                                 | کانادا                                      | جایزهٔ هیئت داوران                           |
| ۲۰۱۴      | خداحافظی با زبان (Adieu au Langage)                  | ژان-لوک گدار                                | فرانسه / سوئیس                              | جایزهٔ هیئت داوران                           |
| ۲۰۱۵      | خرچنگ                                                | یورگوس لانتیموس                             | یونان                                       | جایزهٔ هیئت داوران                           |
| ۲۰۱۶      | عزیز آمریکایی                                        | آندریا آرنولد                               | بریتانیا                                    | جایزهٔ هیئت داوران                           |
| ۲۰۱۷      | بی‌عشق (Нелюбовь)                                     | آندری زویاگینتسف                            | روسیه                                       | جایزهٔ هیئت داوران                           |
| ۲۰۱۸      | کفرناحوم (کفرناحوم)                                  | نادین لبکی                                  | لبنان                                       | جایزهٔ هیئت داوران                           |
| ۲۰۱۹      | قوش شب                                               | کلبر مندونسا فیلیو                          | برزیل                                       | جایزهٔ هیئت داوران                           |
| ۲۰۱۹      | بینوایان                                             | لج لی                                       | فرانسه                                      | جایزهٔ هیئت داوران                           |
| ۲۰۲۰      | به علّت همه‌گیری کووید-۱۹ جشنواره برگزار نشد.          | به علّت همه‌گیری کووید-۱۹ جشنواره برگزار نشد. | به علّت همه‌گیری کووید-۱۹ جشنواره برگزار نشد. | به علّت همه‌گیری کووید-۱۹ جشنواره برگزار نشد. |
| ۲۰۲۱      | زانوی احد                                            | نداو لاپید                                  | اسرائیل                                     |                                             |
| ۲۰۲۱      | خاطرات                                               | اپیچاتپونگ ویراستاکول                       | تایلند                                      |                                             |
| ۲۰۲۲      | هشت کوه                                              | فیلیکس ون گرینینگن و شارلوت واندرمیرش       | بلژیک                                       |                                             |
| ۲۰۲۲      | ئیو                                                  | یژی اسکولیموفسکی                            | لهستان                                      |                                             |
| ۲۰۲۳      | برگ‌های افتاده                                        | آکی کائوریسماکی                             | فنلاند                                      |                                             |
| ۲۰۲۴      | امیلیا پرز                                           | ژاک اودیار                                  | فرانسه                                      |                                             |

* ملیت کارگردان در زمان دریافت جایزه.